# Laura Vilches
Laura Vilches (Santa Fe, 24 de marzo de 1982) es una docente y política argentina. Es dirigente nacional del Partido de los Trabajadores Socialistas (PTS), partido de orientación trotskista que integra el Frente de Izquierda y de los Trabajadores, por el que se desempeñó como diputada en la Legislatura de Córdoba entre 2014 y 2019. Desde 2019 hasta abril de 2021, integró el Concejo Deliberante de la capital provincial.

## Biografía
Laura Vilches nació el 24 de marzo en 1982 en la provincia de Santa Fe, pero vive en Córdoba desde 1987. Creció y vivió durante su niñez y juventud en el barrio Bella Vista. Realizó sus estudios secundarios en la Escuela Manuel Belgrano donde fue activista y varias veces delegada de su  curso.
En 2005 mientras realizaba su carrera de Profesorado en Letras Modernas en la Universidad Nacional de Córdoba fue parte del conflicto nacional por la derogación de la Ley de Educación Superior, sancionada diez años atrás por Carlos Menem y en la que se avanzó durante el gobierno de Néstor Kirchner. En esa lucha conocería a la agrupación En Clave Roja/Tesis XI impulsada por el Partido de los Trabajadores Socialistas donde comenzó a militar en 2006. En pocos años arrancaría su trabajo como docente y se especializaría en estudios de género, siendo una de las principales referentes de la agrupación de mujeres feministas socialistas Pan y Rosas.

## Carrera política

### Legisladora Provincial (2014-2019)
En 2011 se conforma el Frente de Izquierda y de los Trabajadores, agrupando a los principales partidos de izquierda a nivel nacional. En Córdoba, en las elecciones provinciales se conseguiría una banca por distrito único que rotaría entre las tres fuerzas integrantes de la coalición. El 10 de diciembre de 2014, Laura Vilches asumiría reemplazando a Cintia Frencia durante el año restante de mandato, asunción fue acompañada por otros referentes del PTS como Nicolás del Caño, Noelia Barbeito y Raúl Godoy.  En las elecciones de 2015, el Frente de Izquierda obtendría el 6,27% de los votos y tres bancas lo que permitiría que Vilches ocupara un mandato completo de cuatro años.
Como legisladora mantiene su salario de docente y el resto de su dieta es donada a diferentes conflictos obreros como fue el caso de los trabajadores despedidos de Molinos Minetti, del diario La Mañana o de la autopartista Valeo, entre otros, así como a fábricas recuperadas como MadyGraf y Zanon. También ha realizado aportes económicos para sostener la lucha de los estudiantes y docentes universitarios por mayor presupuesto educativo. Frente a los aumentos en los sueldos de los legisladores, ha presentado un proyecto para que todos los diputados cobren lo mismo que un docente.
Ha realizado varios pedidos de informe sobre los femicidios y presentó un proyecto de ley por la creación de un plan provincial de emergencia contra la violencia hacia las mujeres estableciendo el acceso a subsidios, viviendas, licencias laborales y estudiantiles. Es impulsora de la movilización por Ni una menos en Córdoba y activista por el derecho al aborto y la educación sexual integral, lo que le ha permitido ser una de las expositoras en el Congreso Nacional cuando se trató el proyecto de la Campaña Nacional por el Aborto Legal, Seguro y Gratuito en 2018. Asimismo, ha realizado una denuncia judicial contra la Iglesia Católica en la provincia por evasión fiscal y un pedido de informes en la Legislatura sobre las rentas que son destinadas por el Poder Ejecutivo a esa institución.

### Concejal de Córdoba (2019-2021, 2023-actualidad)
En 2019 fue electa Concejal de la ciudad de Córdoba tras haber sido candidata a intendenta. El 8 de abril de 2021 tras el acuerdo del Frente de Izquierda renuncia a su banca y la asume la dirigente del Partido Obrero, Cintia Frencia.
El 10 de diciembre de 2023 asumió por segunda vez como concejal de la ciudad de Córdoba tras haberse presentado como candidata a intendenta y haber salido tercera.

### Cronología
Reparto de las bancas que ocupó Laura Vilches en el Frente de Izquierda desde 2011.